# Легион (книга)
„Легион“ (на английски: Legion) е хорър роман, написан от Уилям Питър Блати през 1983 г. Продължение е на „Заклинателят“.
Превъплатена е във филма Заклинателят 3 през 1990 г. Подобно на Заклинателят, тя включва демонично обладаване. Книгата е в класацията на бестселърите на The New York Times.
Блати включва детайли за Зодиакалния убиец от реалния сериен убиец Зодиак, който в писмо до San Francisco Chronicle през януари 1974 г. хвали Заклинателят като „най-добрата сатирична комедия, която някога съм гледал“.

## Заглавие
Заглавието е повлияно от Библията, особено от Евангелието на Лука, което описва пътя на Исус до Гадаринската земя, където той среща човек, обладан от демони:
| “ | Исус го попита: „Как се казваш?“ И той каза: „Легион“, защото много демони са в него. (Лука 8:30) | ” |

Или от по-разпространения цитат от Евангелието от Марк:
| “ | И той го попита: „Какво ти е името?“ А той отговори: „Легион ми е името. Защото сме много“. (Марк 5:9) | ” |

## Сюжет
Внимание:  Текстът по-долу разкрива сюжета на произведението (или части от него)!
Полицейския детектив, лейтенант Киндермън разследва серия от убийства, които имат всички белези на сериен убиец, който е застрелян от полицията (но чието тяло никога не се възстановява) преди много години. Убийствата имат богохулни отличия, като дете, разпнато на кръст и обезглавен свещеник. Разследването на Киндермън го водят до психиатрия, където има голям брой заподозрени, включително психиатър и един от собствените му пациенти. Там Киндермън започва да търси връзка между жертвите и събитията от предишния роман, екзорсизма на 12-годишното момиче Ригън.

## Адаптации
През 1990 г. по романът излиза филма „Заклинателят 3“, който е режисиран от самия Блати. Участие взимат актьорите Джордж Скот, Брад Дуриф, Джейсън Милър и др. Филма и романа игнорират събитията от Заклинателят 2: Еретикът (1977), в който Уилям Питър Блати няма никакво участие.

## Публикации на български език
- 1999: Легион, ИК „Компас“, София.